# Grafschaft Padberg

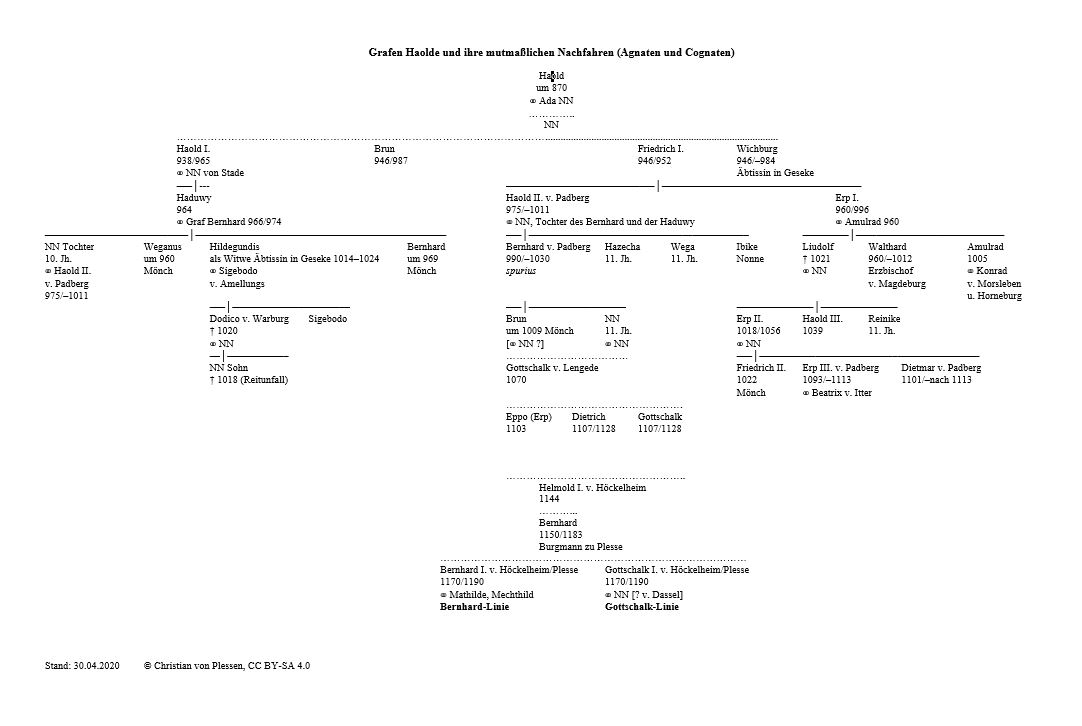
Hypothetische Stammtafel der Grafen Haolde und ihre mutmaßliche Deszendenz

Die Grafschaft Padberg war ein kurzlebiges Territorium, das teilweise im heutigen Sauerland, teilweise im heutigen Nordhessen lag. Die Grafschaft entstand um 1030 und erlosch 1120. Die Grafen von Padberg werden auch als Erponen bezeichnet. Sie sind wohl nicht verwandt mit dem Adelsgeschlecht Padberg. Insbesondere vor dem Beginn der Grafen und nach ihrem Ende wurde das Gebiet als Herrschaft Padberg bezeichnet.

## Entstehung und Umfang
Stammvater war ein Graf Bernhard, ein unehelicher Nachkomme von Haold III. Aus seinem Erbe wurde eine kleine Grafschaft mit Schwerpunkt um Padberg gebildet. Hauptsitz der Grafen war die Alte Burg in Padberg.
Im späteren Herzogtum Westfalen gehörte zur Grafschaft der südöstliche Teil des Amtes Brilon bis an den Fluss Hoppecke. Hinzu kam der südliche Teil des Amtes Marsberg mit den Herrschaften Padberg und Canstein. Vom späteren Fürstentum Waldeck gehörten dazu der nordwestliche Teil des Amtes Eisenberg sowie der südwestliche Teil des Amtes Arolsen.
Kaiser Konrad II. übertrug die kleine Grafschaft im Jahre 1030 an Bischof Meinwerk von Paderborn; weitere Besitztümer Bernhards und einer Schwester folgten 1031. Diese Übertragungen hatten die Folge, dass die Nachkommen Bernhards, der in den Quellen nach 1031 nicht mehr genannt wird, die Grafschaft von den Bischöfen von Paderborn zu Lehen nehmen mussten.

## Weitere Geschichte
Die Nachfolger Bernhards hießen meist Erpo oder Erp, eine Namensvariante von Adalbert. Die Vita Meinwerci nennt die Grafen daher auch nobilissima Erponum. Die Vielzahl der Personen mit dem Namen Erp macht es schwierig, die einzelnen in den Quellen genannten Personen auseinanderzuhalten.
Der Sohn Bernhards, Erpo, taucht in verschiedenen Urkunden Bischof Meinwerks zunächst zusammen mit dem Vater als Zeuge auf. Er lebte zeitweise in Warburg und übernahm dort wohl auch die Stellvertretung von Bernhard II. als Gerichtsherr. Im Jahr 1038 war Erpo Zeuge, als Bischof Rotho von Paderborn die Stiftung des Abdinghofklosters bestätigte. Auch bei weiteren ähnlichen Akten war Erpo anwesend. Sofern es sich jedes Mal um dieselbe Person handelt, wird dieser Erpo über 38 Jahre lang urkundlich erwähnt.
Einer seiner Nachkommen, ebenfalls ein Erpo, taucht erstmals 1093 als Zeuge bei der Stiftung des Klosters Bursfelde auf. Für seine Bedeutung spricht, dass er in der entsprechenden Urkunde direkt nach den Stiftern als Zeuge erscheint. Im Jahr 1101 stiftete Erpo das Kloster Boke; das Gut, das die materielle Basis des Klosters bildete, war durch seine Frau Beatrix von Nidda an ihn gekommen. Die weitere Güterausstattung des Klosters bestand zu einem Großteil aus Besitzungen in der Grafschaft Padberg. Weil der Besitz in Boke von anderen Grafen ebenfalls beansprucht wurde und es darüber zu Konflikten gekommen war, verlegte Erpo das Kloster nach Flechtdorf, das in seiner Grafschaft lag. Er hatte kurze Zeit später Streit mit den Einwohnern von Horhusen, heute Niedermarsberg. Dabei kam es angeblich zu einem Frevel an einem Kruzifix der Kirche von Horhusen, als Erpo dem dargestellten Jesus mit seinem Schwert die Dornenkrone abschlug. Weitere Schändungen sollen durch göttliches Eingreifen verhindert worden sein. Erpo trat daraufhin in das Kloster Flechtdorf ein. Er starb dort 1113 und wurde in der Klosterkirche begraben.

## Herrschaft Padberg
Die Ehe Erpos blieb kinderlos. Nach dem Tod des letzten Grafen Erpo von Padberg im Jahr 1113 übertrug seine Witwe Beatrix mit Zustimmung von Thietmar von Padberg, einem Bruder Erpos, die Burg und Herrschaft Padberg mit allen zugehörigen Rechten an das Erzstift Köln. Der Erzbischof von Köln bestätigte gleichzeitig die Rechte des Klosters Flechtdorf. Eine von den Erzbischöfen mit der Burg Padberg belehnte Ministerialenfamilie nannte sich später von Padberg. Ein Großteil der ehemaligen Grafschaft kam 1414 in der Padberger Fehde an Waldeck. Für den Rest ihrer Herrschaft mussten die Padberger 1576 endgültig die Kölner Kurfürsten als Oberherren anerkennen. Trotzdem blieb die Herrschaft Padberg bis 1807 als solche erhalten. Erst mit der Gründung des napoleonischen Königreichs Westphalen wurden die letzten Reste der Eigenständigkeit aufgehoben.
Nach Tönsmeyer ist der Edelherr Thietmar von Padberg, der mutmaßliche Bruder des 1113 gestorbenen Erpo von Padberg, identisch mit dem ersten Edelherrn Thietmar von Büren.